# Stehlikiana forsteri
Stehlikiana forsteri är en insektsart som beskrevs av Young 1977. Stehlikiana forsteri ingår i släktet Stehlikiana och familjen dvärgstritar. Inga underarter finns listade i Catalogue of Life.